# Dipsacus walkeri
Dipsacus walkeri là một loài thực vật có hoa trong họ Kim ngân. Loài này được Arn. mô tả khoa học đầu tiên năm 1836.